# مرداس المعلم
مرداس المعلم من الصحابة ذكره أَبُو زَيْدٍ الدُّوْسي في كتاب «الأسرار» بغير سنَد؛ فقال: مَرَّ النبيُّ ﷺ بمرْداس المعلم؛ فقال: «إِيَّاك وَالخُبْزَ المَرَقّقَ، والشّرْطَ عَلَى كِتَابِ الله تَعَالَى» قال ابن حجر العسقلاني: ولم أقف لهذا الحديث على إسنادٍ إلى الآن.